# World Badminton Grand Prix 1988 (Finale)
Das Finale des World Badminton Grand Prix 1988 fand in Hongkong vom 4. bis 8. Januar 1989 statt. Es war der Abschlusswettkampf der Grand-Prix-Serie der abgelaufenen Saison. Das Preisgeld betrug umgerechnet 176.050 US-Dollar.

## Finalresultate
| Disziplin    | Sieger                    | Finalist                        | Ergebnis          |
| ------------ | ------------------------- | ------------------------------- | ----------------- |
| Herreneinzel | Zhang Qingwu              | Xiong Guobao                    | 15:10, 4:15, 15:8 |
| Dameneinzel  | Han Aiping                | Lee Young-suk                   | 11:1, 11:5        |
| Herrendoppel | Jalani Sidek Razif Sidek  | Eddy Hartono Rudy Gunawan       | 10:15, 15:6, 15:8 |
| Damendoppel  | Guan Weizhen Lin Ying     | Hwang Hye-young Chung Myung-hee | 15:4, 15:9        |
| Mixed        | Wang Pengren Shi Fangjing | Andy Goode Gillian Gowers       | 15:6, 15:6        |